# Verónica Echegui
Verónica Fernández de Echegaray, más conocida como Verónica Echegui (Madrid, 16 de junio de 1983), es una actriz española que se dio a conocer por protagonizar la película Yo soy la Juani (2006), por la que recibió una nominación a los Premios Goya a la mejor actriz revelación. Posteriormente, ha recibido nominaciones como mejor intérprete femenina protagonista por El patio de mi cárcel (2008) y Katmandú, un espejo en el cielo (2011), además de a la mejor intérprete femenina de reparto por Explota Explota (2020).

## Biografía
Verónica Fernández de Echegaray nació el 16 de junio de 1983 en Madrid (España). Está emparentada con el Premio Nobel de Literatura José Echegaray y con el comediógrafo Miguel Echegaray.

## Trayectoria profesional
Debutó en la televisión con papeles pequeños en series como Una nueva vida y Paco y Veva. En 2005, se sube al escenario del Teatro María Guerrero de Madrid para interpretar a Beatriz en el montaje Infierno de Tomaž Pandur, basado en la obra de Dante Alighieri. Su primera incursión en el mundo del cine fue en la película Yo soy la Juani, donde interpretó a la protagonista. Por dicho papel fue candidata al Premio Goya a la mejor actriz revelación en la XXI edición de los Premios Goya. Tras el éxito de crítica que tuvo su participación en la película Yo soy la Juani, Echegui empezó a recibir más y más proyectos. En 2007 estrenó la película Tocar el cielo, una coproducción argentino-española dirigida por Marcos Carnevale. También participó en el telefilme Un difunto, seis mujeres y un taller de Antena 3.
Más adelante, protagonizó El menor de los males (2008) de Antonio Hernández, película que rodó a finales de 2006, tuvo un papel secundario en la comedia coral 8 citas dirigida por Peris Romano y Rodrigo Sorogoyen y formó parte del elenco de la película El patio de mi cárcel, película de la directora Belén Macías, producida por Pedro Almodóvar. Su interpretación en esta última fue recompensada con una nominación a los Premios Goya de 2009 a mejor actriz protagonista. En 2009 protagonizó, junto a Juan José Ballesta, la película La casa de mi padre del director Gorka Merchán. También ese año, estrenó la película Bunny and the Bull, del director Paul King. El año siguiente, estrenó La mitad de Óscar (2010), del director almeriense Manuel Martín Cuenca.
En 2012 protagonizó la película Seis puntos sobre Emma, una película dirigida por Roberto Pérez Toledo en la que daba vida a Emma, una chica ciega que quería con todas sus fuerzas ser madre. También estrenó la cinta Verbo, de Eduardo Chapero-Jackson. En enero de 2012, fue nominada a los Premios Goya por la Academia de las Artes y las Ciencias Cinematográficas de España como mejor actriz por Katmandú, un espejo en el cielo, película estrenada en 2011 que Echegui protagonizó bajo las órdenes de Icíar Bollaín. A pesar de no ganar el Goya, fue galardonada con un Premio Gaudí, otorgado por la Academia del Cine Catalán. También ese año, formó parte del rodaje del thriller The Cold Light of Day, película dirigida por Mabrouk El Mechri en la que compartió reparto con estrellas de Hollywood de la talla de Henry Cavill, Sigourney Weaver y Bruce Willis.

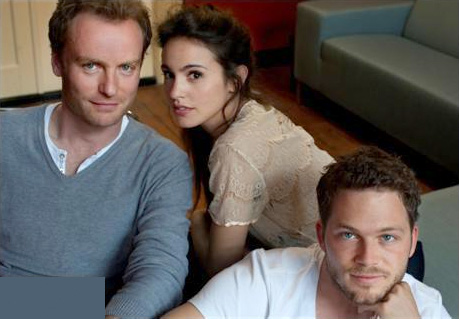
Verónica Echegui con los actores Mark Waschke (a la izquierda) y Teun Luijkx, con los que compartió rodaje en la película &Me.

En 2013 fue una de las protagonistas de la cinta holandesa &Me, junto con los actores Mark Waschke y Teun Luijkx. Además, participó en la comedia La gran familia española de Daniel Sánchez Arévalo, donde tuvo un papel secundario interpretando a Cris. En marzo de 2014 estrenó la película Kamikaze, donde volvió a coincidir con Álex García (compañero de reparto en Seis puntos sobre Emma), además de compartir elenco con actores como Leticia Dolera, Carmen Machi y Héctor Alterio entre otros. Ese mismo año hizo un cameo de varios capítulos en la longeva serie de Televisión española Cuéntame cómo pasó, donde interpretó a Cristina. En 2015 se incorporó al rodaje de la serie británica de misterio Fortitude emitida en Sky Atlantic y que también puede verse en Movistar Series. En ella interpreta a Elena Ledesma, una camarera española. En febrero de 2017 la segunda temporada de la serie fue estrenada en Movistar Series Xtra. También en 2015 rodó la serie Apaches para Antena 3, estrenada en 2017.
En 2016 estrenó la película mexicana Me estás matando, Susana junto a Gael García Bernal. Ese mismo año protagonizó No culpes al karma de lo que te pasa por gilipollas, una comedia dirigida por María Ripoll basada en la novela homónima de Laura Norton. En abril de 2017 estrenó la comedia italiana Déjate llevar (Lasciati andare), dirigida por Francesco Amato. El 9 de junio se estrenó en Estados Unidos la película The Hunter's Prayer, donde participó como actriz de reparto al lado de actores como Sam Worthington. El 8 de septiembre de 2017 estrenó la película La niebla y la doncella, basada en la novela de Lorenzo Silva con el mismo nombre, donde compartió reparto con actores de la talla de Quim Gutiérrez, Aura Garrido, Roberto Álamo y Marian Álvarez, dirigida por Andrés Koppel. En 2018 obtuvo un papel principal en la serie estadounidense Trust, interpretando a Luciana. En 2019 fue una de las protagonistas en la serie navideña de Netflix Días de Navidad.

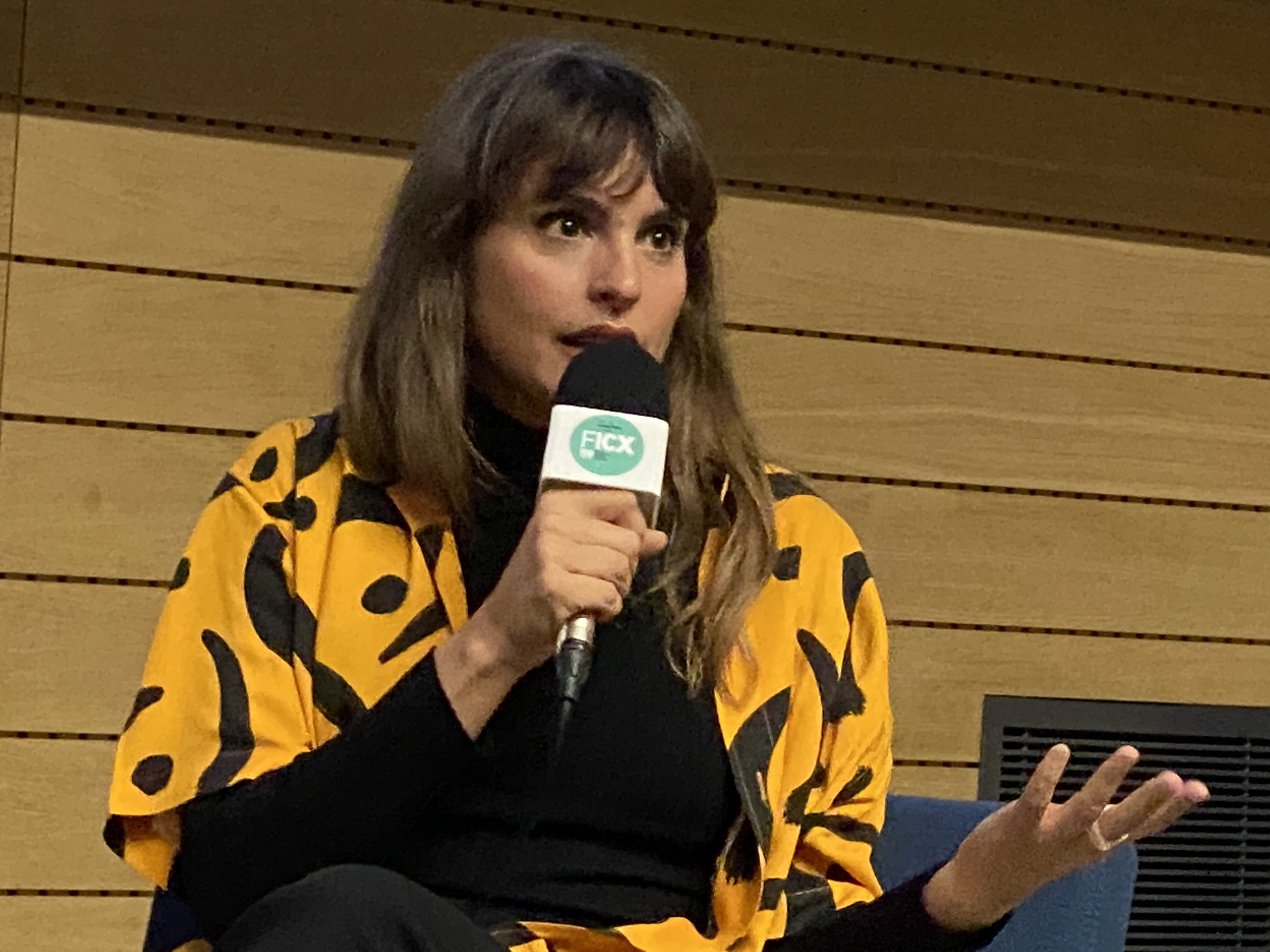
Verónica Echegui en el FICX 2021 presentando Tótem loba en la sección Pantalla para un debate

En 2018 vuelve a subir a un escenario para interpretar El amante, de Harold Pinter, en el teatro Pavón Kamikaze de Madrid, con dirección de Nacho Aldeguer y producción de Alex García.
En 2020 estrenó el largometraje La ofrenda, interpretación por la que obtuvo el Premio Gaudí a mejor actriz secundaria. Ese mismo año también obtuvo un papel secundario en la comedia musical Explota Explota, por el que fue nominada en los Premios Goya y ganadora en los Premios Feroz a mejor actriz de reparto. Además, protagonizó el largometraje de Netflix Orígenes secretos, que obtuvo buenas críticas. En enero de 2021 protagonizó la serie de Amazon Prime Video 3 Caminos, que se desarrolla en el Camino de Santiago. En julio del mismo año estrenó el largometraje Donde caben dos. En junio de 2021 comenzó su participación en la serie Intimidad, distribuida por la plataforma Netflix.
En 2019 ganó el concurso Proyecto corto de Movistar+ en el FICX. El proyecto se materializó en el cortometraje Tótem loba, primer trabajo como directora de Verónica Echegui, en el que a partir de una experiencia personal revisa las fábulas populares en clave feminista. Se estrenó en junio de 2021 en Movistar+. El cortometraje recibió el premio a mejor cortometraje de ficción en la trigésimo sexta edición de los Premios Goya.
En febrero de 2022 estrenó la película inglesa Book of Love para Amazon Prime Video como la coprotagonista junto a Sam Claflin de la comedia romántica. Además, se anunció su papel protagónico para la serie televisiva Los pacientes del doctor García, basada en la novela homónima de Almudena Grandes, para Televisión Española, con el personaje de Amparo Priego.
- En 2025, protagoniza junto a Joan Amargós la serie de Apple "A muerte"

## Vida personal
Desde final de 2010 mantiene una relación sentimental con el actor Álex García, al que conoció durante el rodaje de la película Seis puntos sobre Emma que ambos protagonizaron.

## Filmografía

### Cine
| Año  | Título                                              | Personaje       | Notas                               |
| ---- | --------------------------------------------------- | --------------- | ----------------------------------- |
| 2004 | Cerrojos                                            | Sandra          | Cortometraje                        |
| 2005 | El álbum blanco                                     | Verónica        | Cortometraje                        |
| 2006 | Yo soy la Juani                                     | Juani           |                                     |
| 2006 | Línea 57                                            | Natalia         | Cortometraje                        |
| 2007 | Tocar el cielo                                      | Elena           |                                     |
| 2007 | El menor de los males                               | Vanesa          |                                     |
| 2008 | 8 citas                                             | Vane            |                                     |
| 2008 | La casa de mi padre                                 | Sara            |                                     |
| 2008 | El patio de mi cárcel                               | Isa             |                                     |
| 2009 | Bunny and the Bull                                  | Eloisa          |                                     |
| 2010 | La mitad de Óscar                                   | María           |                                     |
| 2010 | Tetequiquiero                                       | Sandra          | Cortometraje                        |
| 2011 | Verbo                                               | Medussa         |                                     |
| 2011 | Seis puntos sobre Emma                              | Emma            |                                     |
| 2012 | The Cold Light of Day                               | Lucía           |                                     |
| 2012 | Katmandú, un espejo en el cielo                     | Laia            |                                     |
| 2013 | &Me                                                 | Edurne          |                                     |
| 2013 | La gran familia española                            | Cris            |                                     |
| 2014 | Kamikaze                                            | Nancy           |                                     |
| 2016 | Me estás matando, Susana                            | Susana          |                                     |
| 2016 | No culpes al karma de lo que te pasa por gilipollas | Sara Escribano  |                                     |
| 2017 | La niebla y la doncella                             | Ruth Anglada    |                                     |
| 2017 | La reunión                                          | Gabrielle       | Cortometraje                        |
| 2017 | Déjate llevar                                       | Claudia         |                                     |
| 2017 | The Hunter's Prayer                                 | Dani            |                                     |
| 2018 | Le Prochain                                         | Verónica        | Cortometraje                        |
| 2019 | What is Love                                        | Lola            | Cortometraje                        |
| 2019 | Mi vida                                             | Bartender       |                                     |
| 2020 | La ofrenda                                          | Rita            |                                     |
| 2020 | Orígenes secretos                                   | Norma           |                                     |
| 2020 | Explota Explota                                     | Amparo          |                                     |
| 2020 | Tótem loba                                          | ―               | Cortometraje; directora y guionista |
| 2021 | Donde caben dos                                     | Ana             |                                     |
| 2022 | Book of Love                                        | María Rodríguez |                                     |
| 2022 | Historias para no contar                            | Sofía           |                                     |
| 2022 | Objetos                                             | Helena          |                                     |
| 2024 | Justicia artificial                                 | Carmen Costa    |                                     |
| 2024 | Yo no soy esa                                       | Susana          |                                     |

### Televisión
| Año       | Título                               | Personaje         | Notas                                         |
| --------- | ------------------------------------ | ----------------- | --------------------------------------------- |
| 2003      | Una nueva vida                       | Ana               | 3 episodios                                   |
| 2004      | Paco y Veva                          | Isa               | Elenco recurrente; 18 episodios               |
| 2007      | Un difunto, seis mujeres y un taller | Marta             | Película de televisión                        |
| 2014      | Cuéntame cómo pasó                   | Cristina          | Episodio: «Cinco ataques de pánico»           |
| 2015–2017 | Fortitude                            | Elena Ledesma     | Elenco recurrente; 19 episodios               |
| 2017      | Apaches                              | Carol             | Protagonista; 12 episodios                    |
| 2018      | Trust                                | Luciana           | 4 episodios                                   |
| 2018      | Paquita Salas                        | Edurne Bengoetxea | Episodio: «La voz de la secta»                |
| 2019      | Días de Navidad                      | María             | Episodio: «Episodio 2»                        |
| 2021      | 3 Caminos                            | Raquel            | Elenco principal; 8 episodios                 |
| 2022      | Intimidad                            | Ane Uribe         | Elenco principal; 8 episodios                 |
| 2023      | Los pacientes del doctor García      | Amparo Priego     | Elenco principal; 10 episodios                |
| 2024      | Citas Barcelona                      | Marina            | Episodio: «Alejandro y Joana / Marina y Joel» |

## Teatro
| Año  | Título    | Autor            | Personaje | Director       |
| ---- | --------- | ---------------- | --------- | -------------- |
| 2005 | Infierno  | Dante Alighieri  | Beatriz   | Tomaz Pandur   |
| 2017 | El amante | Harold Pinter    | Sarah     | Nacho Aldeguer |
| 2019 | La strada | Federico Fellini | Gelsomina | Mario Gas      |

## Premios y nominaciones
Premios Goya
| Año  | Categoría                                      | Película                        | Resultado |
| ---- | ---------------------------------------------- | ------------------------------- | --------- |
| 2007 | Mejor actriz revelación                        | Yo soy la Juani                 | Nominada  |
| 2009 | Mejor interpretación femenina protagonista     | El patio de mi cárcel           | Nominada  |
| 2012 | Mejor interpretación femenina protagonista     | Katmandú, un espejo en el cielo | Nominada  |
| 2021 | Mejor interpretación femenina de reparto       | Explota Explota                 | Nominada  |
| 2022 | Mejor cortometraje de ficción (Como directora) | Tótem loba                      | Ganadora  |

Premios Sant Jordi
| Año  | Categoría                         | Película        | Resultado |
| ---- | --------------------------------- | --------------- | --------- |
| 2006 | Mejor actriz en película española | Yo soy la Juani | Ganadora  |

Premios Feroz
| Año  | Categoría               | Película                 | Resultado |
| ---- | ----------------------- | ------------------------ | --------- |
| 2014 | Mejor actriz de reparto | La gran familia española | Nominada  |
| 2021 | Mejor actriz de reparto | Explota Explota          | Ganadora  |

Premios Gaudí
| Año  | Categoría               | Película                        | Resultado |
| ---- | ----------------------- | ------------------------------- | --------- |
| 2012 | Mejor actriz principal  | Katmandú, un espejo en el cielo | Ganadora  |
| 2021 | Mejor actriz secundaria | La ofrenda                      | Ganadora  |

Premios Platino
| Año  | Categoría                                                         | Película  | Resultado |
| ---- | ----------------------------------------------------------------- | --------- | --------- |
| 2023 | Mejor Interpretación Femenina de reparto en Miniserie o Teleserie | Intimidad | Nominada  |

Medallas del Círculo de Escritores Cinematográficos
| Año  | Categoría                 | Película                        | Resultado |
| ---- | ------------------------- | ------------------------------- | --------- |
| 2006 | Premio revelación         | Yo soy la Juani                 | Nominada  |
| 2008 | Mejor actriz protagonista | El patio de mi cárcel           | Nominada  |
| 2012 | Mejor actriz              | Katmandú, un espejo en el cielo | Nominada  |
| 2013 | Mejor actriz secundaria   | La gran familia española        | Nominada  |
| 2021 | Mejor actriz secundaria   | Explota Explota                 | Nominada  |

Unión de Actores y Actrices
| Año  | Categoría                       | Película                 | Resultado |
| ---- | ------------------------------- | ------------------------ | --------- |
| 2007 | Mejor actriz revelación         | Yo soy la Juani          | Nominada  |
| 2014 | Mejor actriz secundaria de cine | La gran familia española | Nominada  |

Festival de Málaga
| Año  | Categoría                                     | Película               | Resultado |
| ---- | --------------------------------------------- | ---------------------- | --------- |
| 2007 | Biznaga de Plata a la mejor actriz de reparto | El menor de los males  | Ganadora  |
| 2012 | Mejor actriz (Zonacine)                       | Seis puntos sobre Emma | Ganadora  |